# 徐大紳
徐大紳（？—1600年），字篪光，號翰明，福建邵武府建寧縣人，明朝政治人物。

## 生平
萬曆十九年（1591年）辛卯科福建鄉試舉人。萬曆二十年（1592年），登壬辰科第三甲第七十八名進士。兵部觀政，授浙江嘉兴府推官，二十五年擔任宁波府同知，二十八年卒。

## 家族
曾祖徐宗唐；祖父徐源遠；父徐廷言。